# Leichtathletik-Europameisterschaften 1958/200 m der Frauen

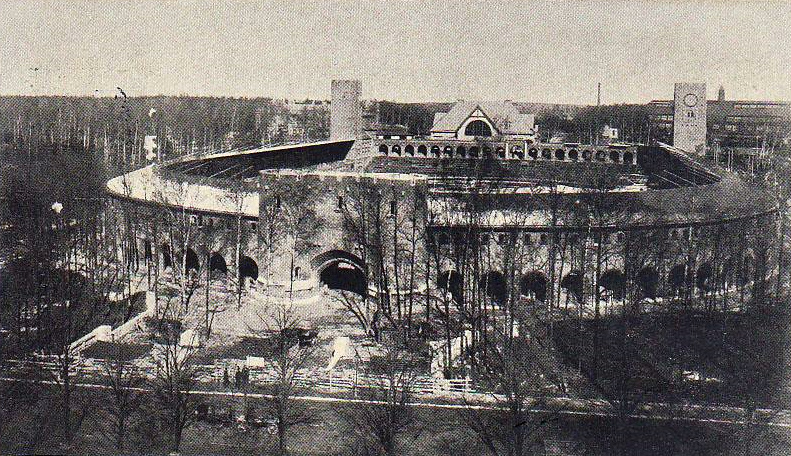
Ansichtskarte des Stockholmer Olympiastadions aus dem Jahr 1912

Der 200-Meter-Lauf der Frauen bei den Leichtathletik-Europameisterschaften 1958 wurde am 22. und 23. August 1958 im Stockholmer Olympiastadion ausgetragen.
Europameisterin wurde die Polin Barbara Janiszewska, spätere Barbara Sobotta. Die Deutsche Hannelore Sadau, spätere Hannelore Raepke, belegte den zweiten Platz. Bronze ging an die Titelverteidigerin, Europarekordlerin und 400-Meter-Europameisterin Marija Itkina aus der UdSSR.

## Bestehende Rekorde
| Weltrekord   | 23,2 s | Betty Cuthbert         | Sydney, Australien                          | 16. September 1956 |
| Europarekord | 23,4 s | Marija Itkina          | Taschkent, Sowjetunion (heute Russland)     | 14. Oktober 1956   |
| EM-Rekord    | 23,8 s | Stanisława Walasiewicz | EM Wien, Deutsches Reich (heute Österreich) | 18. September 1938 |

Der seit den ersten Europameisterschaften, an denen Frauen teilnahmen, bestehende EM-Rekord von blieb auch in diesem Jahr unangetastet. Die schnellste Zeit erzielte die Britin June Paul mit 24,0 Sekunden im ersten Halbfinale bei einem Rückenwind von 0,5 m/s. Damit verpasste sie den Rekord um 0,2 Sekunden. Der Europarekord war um 0,6 Sekunden, der Weltrekord um 0,8 Sekunden schneller.

## Vorrunde
22. August 1958, 9.00 Uhr
Die Vorrunde wurde in sechs Läufen durchgeführt. Die ersten drei Athletinnen pro Lauf – hellblau unterlegt – qualifizierten sich für das Halbfinale.

### Vorlauf 1
Wind: ±0,0 m/s
| Platz | Name            | Nation      | Zeit (s) |
| ----- | --------------- | ----------- | -------- |
| 1     | Marija Itkina   | Sowjetunion | 24,7     |
| 2     | Nannie Haase    | Niederlande | 25,0     |
| 3     | Letizia Bertoni | Italien     | 25,1     |
| 4     | Friedl Murauer  | Österreich  | 25,4     |
| 5     | Alice Merz      | Schweiz     | 27,0     |

### Vorlauf 2
Wind: +0,7 m/s
| Platz | Name               | Nation      | Zeit (s) |
| ----- | ------------------ | ----------- | -------- |
| 1     | Christa Stubnick   | Deutschland | 24,2     |
| 2     | Celina Jesionowska | Polen       | 24,5     |
| 3     | Maria van Kuik     | Niederlande | 24,8     |
| 4     | Danila Costa       | Italien     | 25,2     |

### Vorlauf 3
Wind: +0,8 m/s
| Platz | Name                | Nation         | Zeit (s) |
| ----- | ------------------- | -------------- | -------- |
| 1     | Barbara Janiszewska | Polen          | 24,4     |
| 2     | Claire Dew          | Großbritannien | 24,7     |
| 3     | Olga Šikovec        | Jugoslawien    | 25,1     |
| 4     | Vivi Markussen      | Dänemark       | 25,4     |
| DNS   | Giuseppina Leone    | Italien        |          |

### Vorlauf 4
Wind: +0,4 m/s
| Platz | Name          | Nation         | Zeit (s) |
| ----- | ------------- | -------------- | -------- |
| 1     | June Paul     | Großbritannien | 24,2     |
| 2     | Inge Fuhrmann | Deutschland    | 24,7     |
| 3     | Linda Kepp    | Sowjetunion    | 25,0     |
| 4     | Alice Fischer | Schweiz        | 26,0     |

### Vorlauf 5

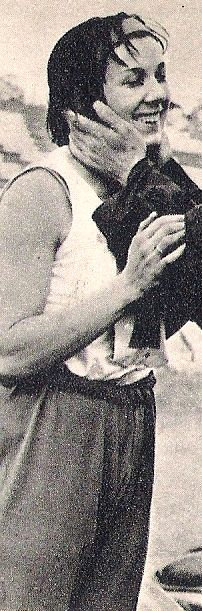
Elżbieta Ćmok schied als Vierte des fünften Vorlaufs aus

Wind: +1,1 m/s
| Platz | Name                 | Nation      | Zeit (s) |
| ----- | -------------------- | ----------- | -------- |
| 1     | Hannelore Sadau      | Deutschland | 24,1     |
| 2     | Wera Sabelina        | Sowjetunion | 24,3     |
| 3     | Ulla-Britt Johansson | Schweden    | 25,3     |
| 4     | Elżbieta Ćmok        | Polen       | 25,5     |
| 5     | Angèle Picado        | Frankreich  | 25,6     |

### Vorlauf 6
Wind: +0,3 m/s
| Platz | Name              | Nation       | Zeit (s) |
| ----- | ----------------- | ------------ | -------- |
| 1     | Johanna Bloemhof  | Niederlande  | 24,5     |
| 2     | Micheline Fluchot | Frankreich   | 24,9     |
| 3     | Ida Németh        | Ungarn       | 25,9     |
| 4     | Stella Mousouri   | Griechenland | 26,3     |

## Halbfinale
22. August 1958, 16.10 Uhr
In den drei Halbfinalläufen qualifizierten sich die jeweils ersten beiden Athletinnen – hellblau unterlegt – für das Finale.

### Lauf 1
Wind: +0,5 m/s
| Platz | Name             | Nation         | Zeit (s) |
| ----- | ---------------- | -------------- | -------- |
| 1     | June Paul        | Großbritannien | 24,0     |
| 2     | Hannelore Sadau  | Deutschland    | 24,1     |
| 3     | Johanna Bloemhof | Niederlande    | 24,7     |
| 4     | Letizia Bertoni  | Italien        | 24,8     |
| 5     | Ida Németh       | Ungarn         | 25,5     |
| DNS   | Linda Kepp       | Sowjetunion    |          |

### Lauf 2

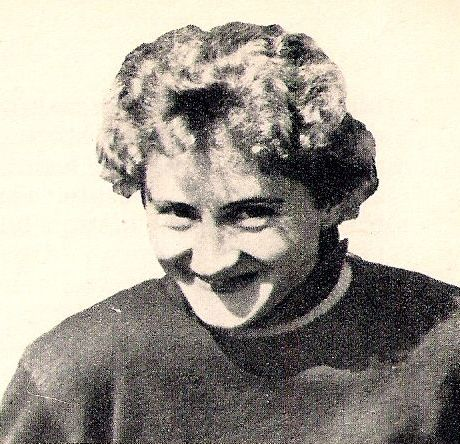
Um einen Rang verpasste Celina Jesionowska als Dritte des zweiten Halbfinals den Endlauf
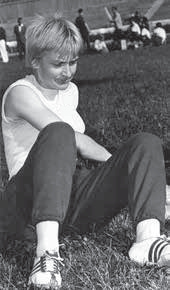
Ihr sechster Platz im zweiten Halbfinale reichte Olga Šikovec nicht zum Erreichen des Finales

Wind: +0,2 m/s
| Platz | Name               | Nation      | Zeit (s) |
| ----- | ------------------ | ----------- | -------- |
| 1     | Christa Stubnick   | Deutschland | 24,2     |
| 2     | Wera Sabelina      | Sowjetunion | 24,4     |
| 3     | Celina Jesionowska | Polen       | 24,8     |
| 4     | Micheline Fluchot  | Frankreich  | 25,0     |
| 5     | Maria van Kuik     | Niederlande | 25,1     |
| 6     | Olga Šikovec       | Jugoslawien | 25,1     |

### Lauf 3
Wind: ±0,0 m/s
| Platz | Name                 | Nation         | Zeit (s) |
| ----- | -------------------- | -------------- | -------- |
| 1     | Barbara Janiszewska  | Polen          | 24,1     |
| 2     | Marija Itkina        | Sowjetunion    | 24,2     |
| 3     | Inge Fuhrmann        | Deutschland    | 24,8     |
| 4     | Claire Dew           | Großbritannien | 24,9     |
| 5     | Nannie Haase         | Niederlande    | 24,9     |
| 6     | Ulla-Britt Johansson | Schweden       | 25,2     |

## Finale

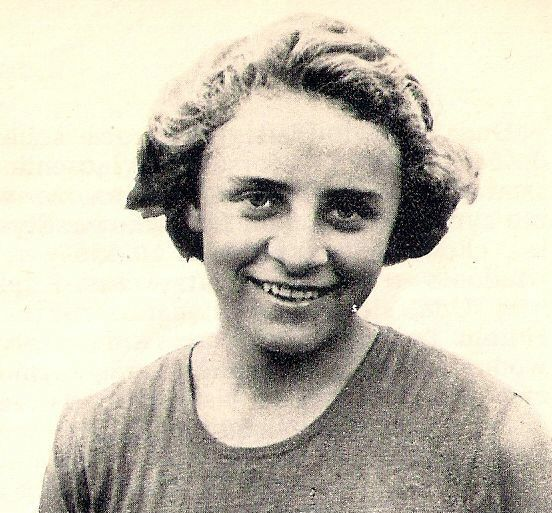
Europameisterin Barbara Janiszewska

23. August 1958, 15.30 Uhr
Wind: −1,0 m/s
| Platz | Name                | Nation         | Zeit (s) |
| ----- | ------------------- | -------------- | -------- |
| 1     | Barbara Janiszewska | Polen          | 24,1     |
| 2     | Hannelore Sadau     | Deutschland    | 24,3     |
| 3     | Marija Itkina       | Sowjetunion    | 24,3     |
| 4     | Wera Sabelina       | Sowjetunion    | 24,6     |
| 5     | Christa Stubnick    | Deutschland    | 25,7     |
| DNF   | June Paul           | Großbritannien |          |

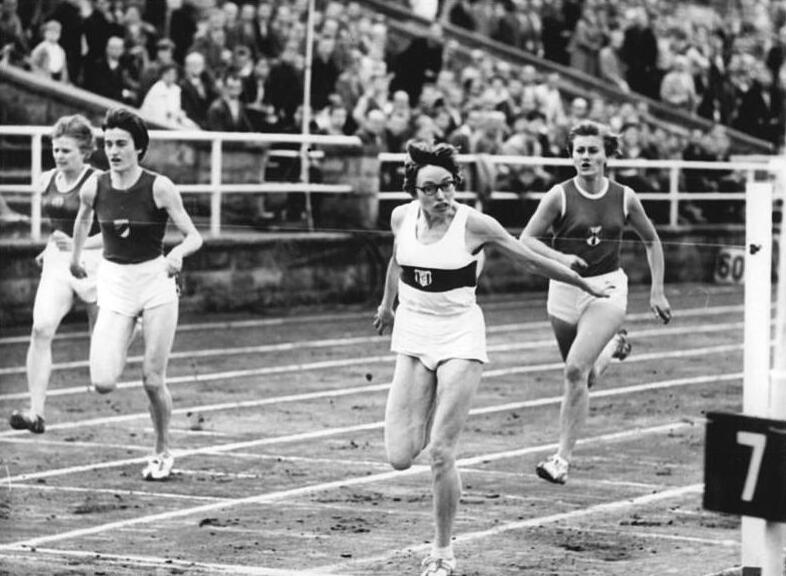
Vizeeuropameisterin Hannelore Sadau – hier unter ihrem späteren Namen Hannelore Raepke als DDR-Meisterin 1962 (Zweite von rechts)
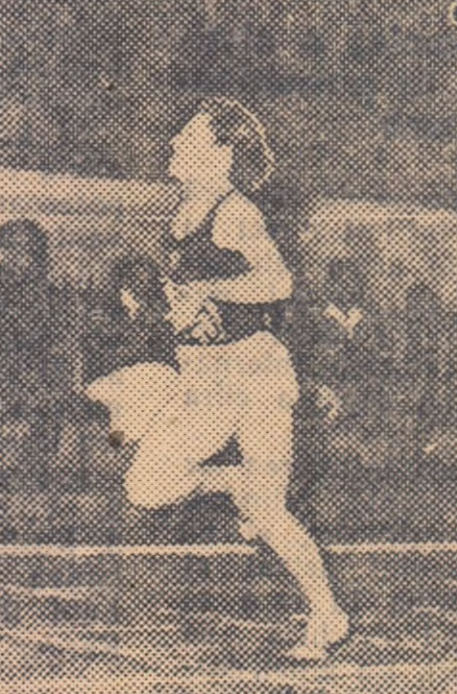
Bronzemedaillengewinnerin Marija Itkina – Titelverteidigerin und hier in Stockholm zwei Tage zuvor Europameisterin über 400 Meter
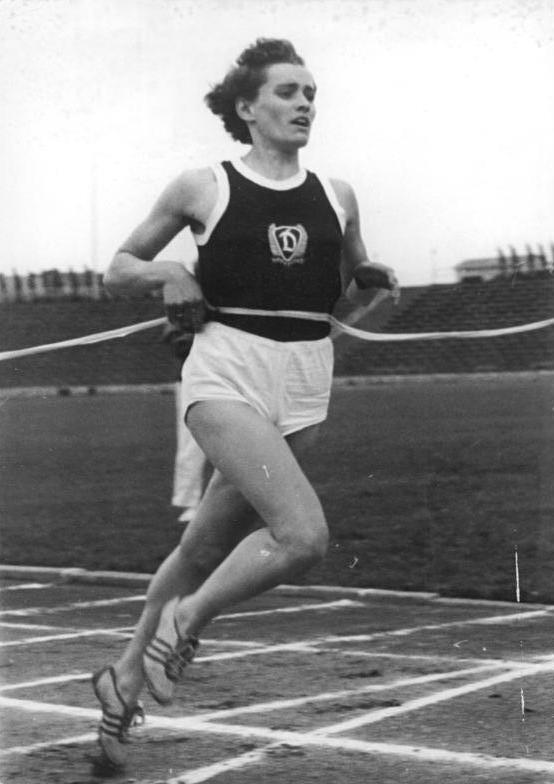
Die Olympiazweite von 1956 Christa Stubnick, hier in Stockholm auch Dritte über 100 Meter, kam auf den fünften Platz